# Pastyła

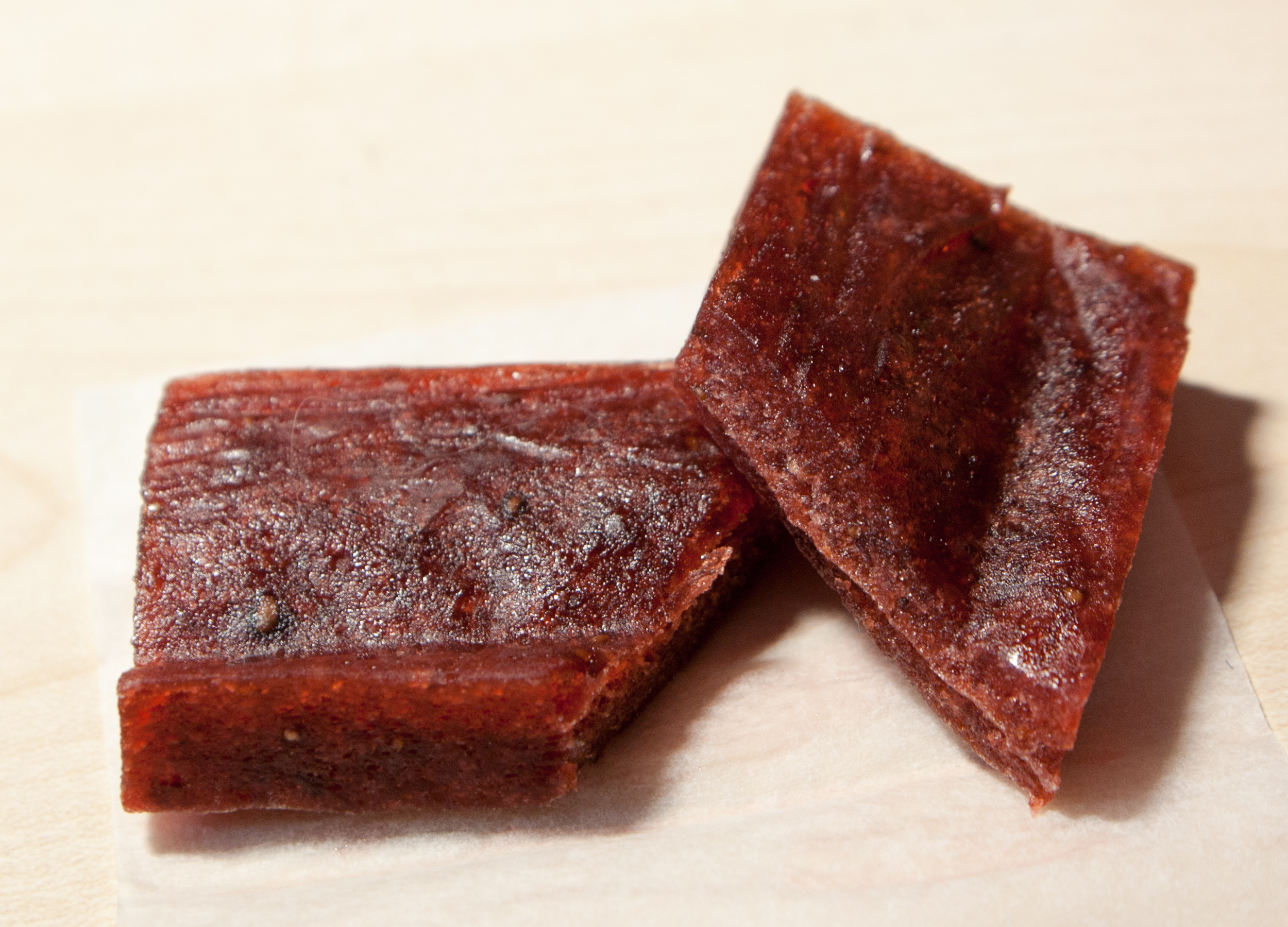
Pastyła z Kołomny

Pastyła (ros. пастила) – rodzaj deseru, jeden z przysmaków kuchni rosyjskiej. Jest to miąższ z jagód lub innych owoców, ugotowany z miodem lub cukrem sok, zagęszczony po odparowaniu, wylany warstwami. Pastyła występuje także m.in. w wariancie jabłkowym, gruszkowym, malinowym i wiśniowym. 
Znana już była najprawdopodobniej od XIV wieku, a wynaleziona miała zostać przez mieszkańców Kołomny. W XIX wieku zaczęła być eksportowana do innych krajów europejskich. W czasach sowieckich wprowadzono ujednolicony przepis i rozpoczęto masową produkcję przysmaku. Po rozpadzie Związku Radzieckiego nastąpił powrót do tradycyjnej receptury, a w Kołomnie otwarte zostało specjalne muzeum poświęcone pastyle.